# Tandemsitzer
Ein Tandemsitzer bezeichnet ein zweisitziges Fortbewegungsmittel, bei dem die Sitze hintereinander mit Blick in Bewegungsrichtung angeordnet sind. Das mittellateinische Adverb tandem bedeutet „der Länge nach (hintereinander)“.

## Fahrzeuge

### Fahrrad

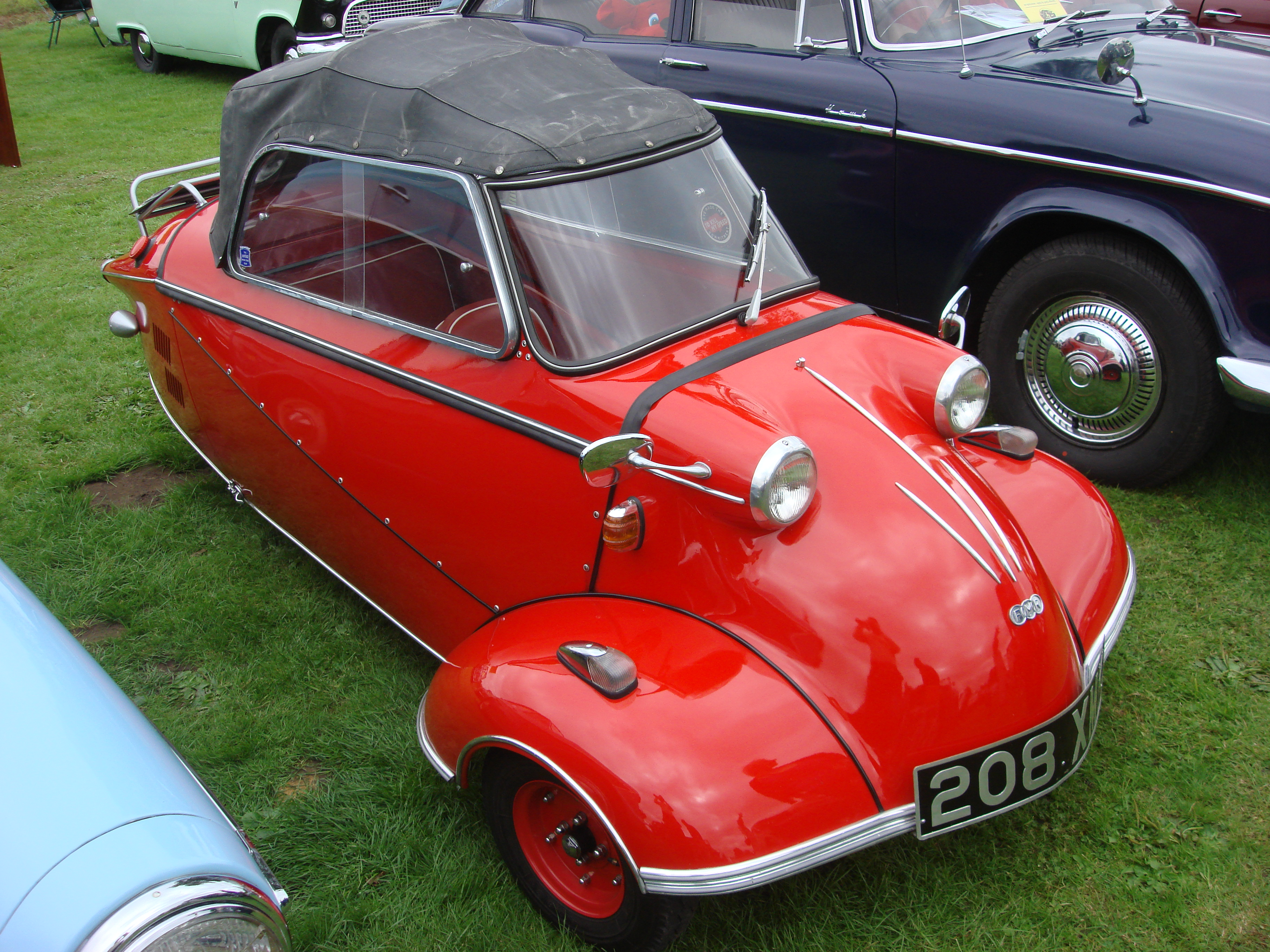
Messerschmitt KR200 Kabrio

Ein Fahrrad in Tandemkonfiguration bietet Platz für zwei Personen. Der Lenkende wird als Pilot oder Kapitän, der Nichtlenkende als Stoker oder Heizer bezeichnet.

### Automobile
Der Messerschmitt Kabinenroller ist ein Beispiel eines Tandemsitzerkraftfahrzeugs. Ein Beispiel aus neuerer Zeit ist der Renault Twizy.

### Luftfahrzeuge

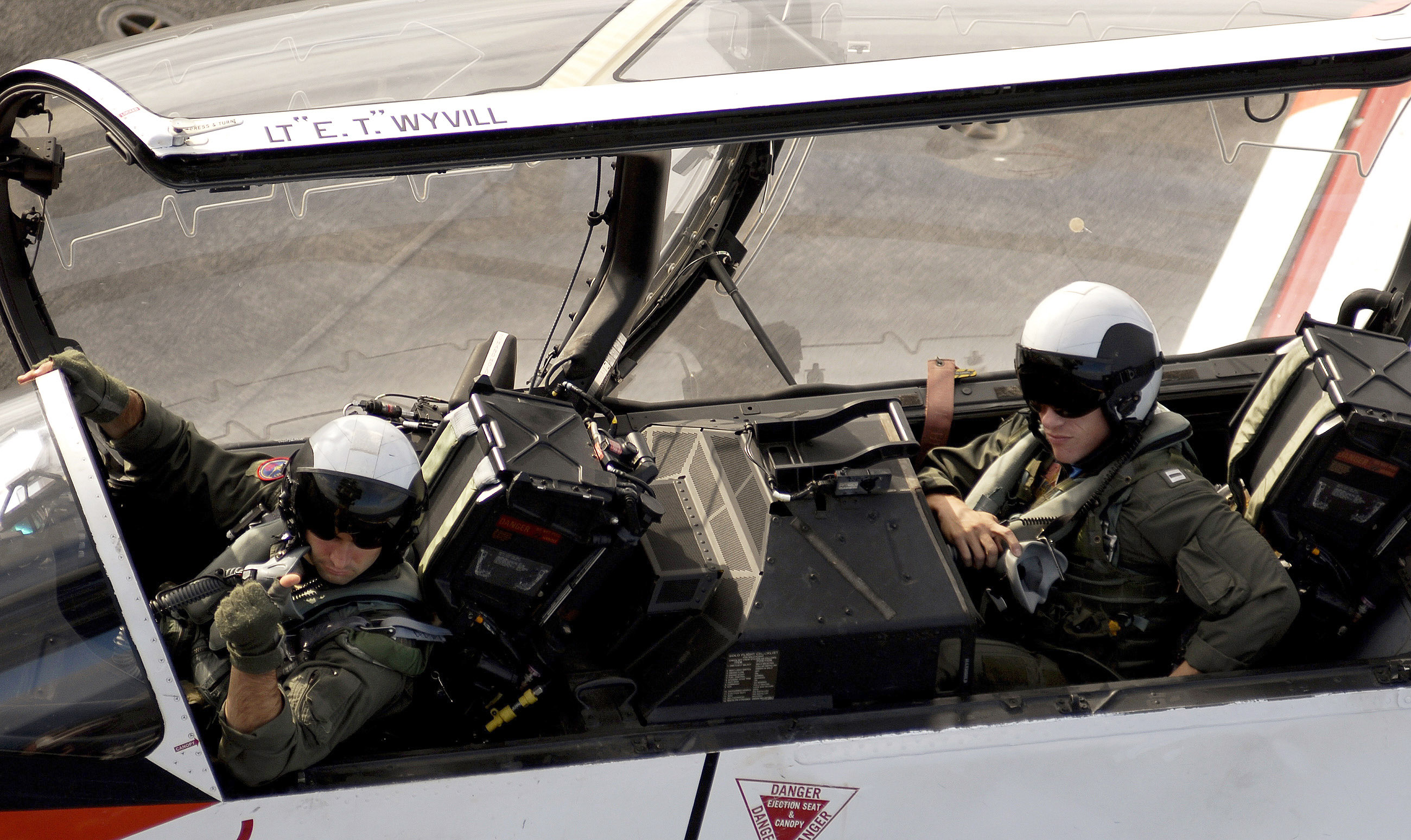
Fluglehrer und -schüler in einer T-45 Goshawk

In Kampfflugzeugen in Tandemkonfiguration sitzt der Pilot normalerweise vorn, während im hinteren Sitz das Besatzungsmitglied sitzt, das sekundäre Aufgaben wie die Bedienung der Avionik oder der Waffen übernimmt.
In Kampfhubschraubern, wie beispielsweise dem Bell AH-1 Cobra, sitzt bei manchen Modellen der Pilot hinten und der Waffensystemoffizier vorne, damit dieser einen besseren Blick auf das Ziel hat.